# 九龍婦女福利會李炳紀念學校
九龍婦女福利會李炳紀念學校（英語：Kowloon Women's Welfare Club Li Ping Memorial School），位於香港九龍京士柏衛理道33號，鄰近東華學院及九龍華仁書院，所屬校網34。學校以香港建築商人李炳（1871－1953）命名。該校於1960年2月開辦下午校，同年9月開辦上午校，直至1986年推行全日制上課模式。

## 建校歷史
- 1956年2月：九龍婦女福利會成立，該會成立目的是希望謀求婦女福利，解決子女讀書問題是其一目標，故有辦學之議。

- 1956年10月：組織建校籌備委員會，並展開募捐運動。九龍婦女福利會首長李顧祥夫人與李灝祥夫人，為了秉承先翁李炳興學育才之遺志，獨力認捐八萬元，其後復加認一萬四千餘元。最後九龍婦女福利會一致同意決議以「李炳」之名命名新校。

- 1957年：政府撥九龍京士柏玫瑰園公地（衛理道33號），作為校址。

- 1959年：李頎祥夫人（李陳倩華）、馮錦聰夫人、李灝祥夫人、陳樹庚夫人、邵維銳夫人，為首任校董，並由李陳倩華為校監。

- 1959年2月20日：華民政務司麥道軻先生為學校奠基。

- 1960年2月15日：開設下午校。

- 1960年3月23日：華人首席代表周錫年爵士主持開幕禮。[3]

- 1960年9月1日：開始上午校。

## 校政管理
歷任校監
- 李陳倩華 女士[4]
- 陳陳佩璣 女士[5]
- 蔡妙玲 女士

歷任校長
- 容羨紅 女士[6]
- 曾翠君 女士[7]
- 徐世雄 先生[4]
- 馮肇誠 先生（？年-1985年，原石籬宣道小學下午校校長，後轉職至嶺南大學香港同學會小學[8]）
- 陳活舒 先生[2]（前石籬宣道小學創校校長）
- 周嘉強 先生
- 謝盛業 先生[5]
- 林嘉康 先生

## 著名/傑出校友
- 梅艷芳：已故香港女歌手（至小四）[9]
- 龍寶鈿：香港女配音員（1963年小六下午校）[10]
- 葉賜添：前香港培正中學校長（上午校）[11]
- 郭俊峯：香港入境事務處處長（1980年小六）[12]
- 唐安麒：唐安麒國際集團有限公司主席[12]
- 李健仁：香港男演員
- 駱文捷：前新聞主播[13]

## 外部連結
- 官方网站